# Orientierungslauf-Europameisterschaften 2010
Die 8. Orientierungslauf-Europameisterschaften, die 6. seit der Wiedereinführung des Wettbewerbs im Jahr 2000, fanden vom 27. Mai bis 6. Juni 2010 in und um Primorsko in Bulgarien statt.

## Herren

### Sprint
| Platz | Land | Athlet          | Zeit      |
| ----- | ---- | --------------- | --------- |
| 1     | SUI  | Fabian Hertner  | 14:45 min |
| 2     | SUI  | Daniel Hubmann  | 15:11 min |
| 3     | SWE  | Emil Wingstedt  | 15:14 min |
| 4     | SUI  | Matthias Merz   | 15:21 min |
| 5     | SUI  | Matthias Müller | 15:24 min |
| 6     | DEN  | Tue Lassen      | 15:29 min |
| 7     | SUI  | Andreas Kyburz  | 15:33 min |
| 8     | SUI  | Marc Lauenstein | 15:35 min |

Titelverteidiger:  Emil Wingstedt

Qualifikation: 30. Mai 2010, 9:40 Uhr

Ort: Primorsko

Sieger Quali A: Olksandr Starow (UKR)

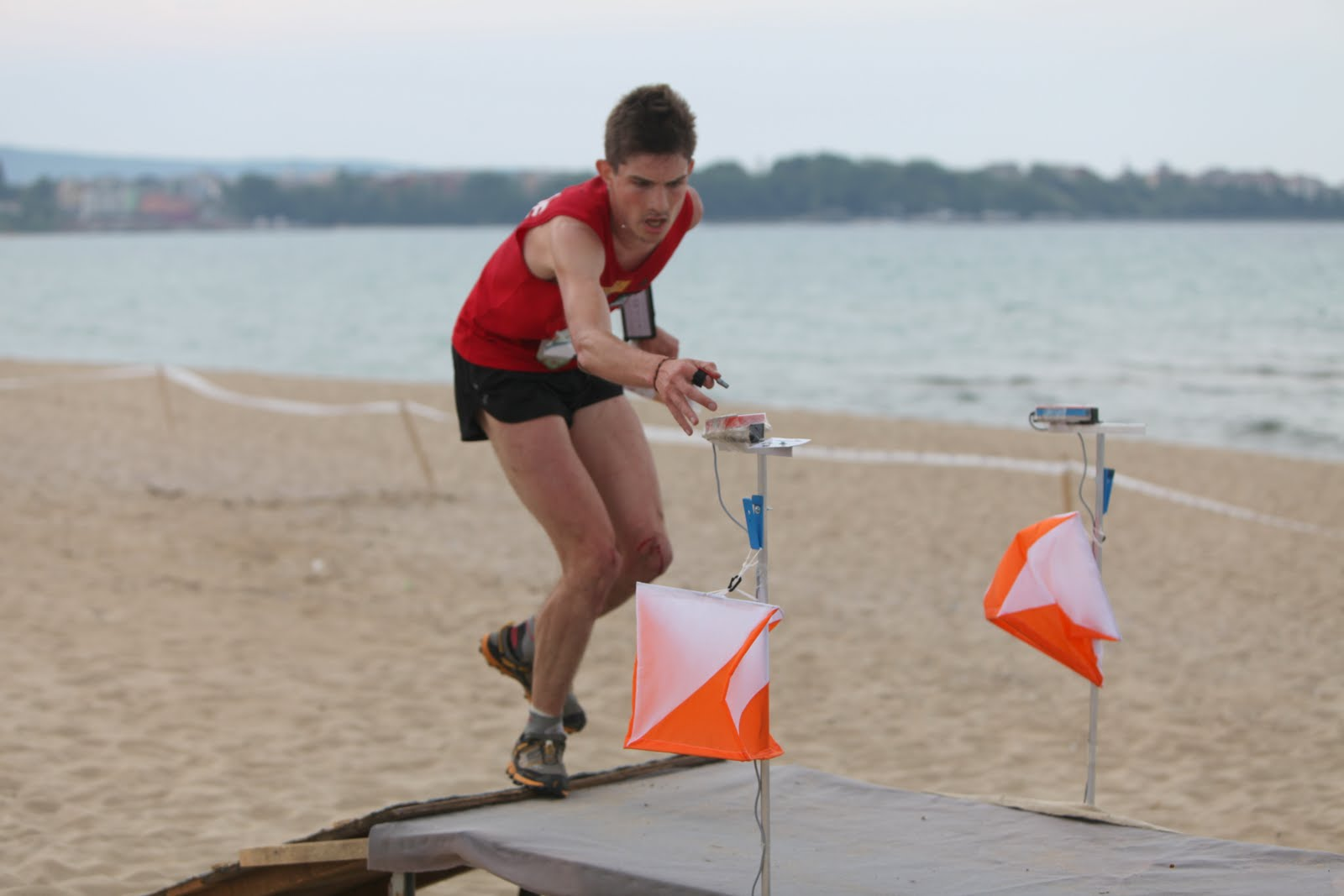
Sprint-Sieger Fabian Hertner aus der Schweiz

Sieger Quali B: Vesa Taanila (FIN)

Sieger Quali C: Olav Lundanes (NOR)
Finale: 30. Mai 2010, 11:40 Uhr

Ort: Primorsko MMC

Länge: 3,3 km

Steigung: 84 m

Posten: 24

### Mitteldistanz
| Platz | Land | Athlet           | Zeit      |
| ----- | ---- | ---------------- | --------- |
| 1     | RUS  | Walentin Nowikow | 34:09 min |
| 2     | SUI  | Matthias Merz    | 35:30 min |
| 3     | SUI  | Daniel Hubmann   | 35:36 min |
| 4     | SWE  | Emil Wingstedt   | 35:47 min |
| 5     | RUS  | Alexej Bortnik   | 36:17 min |
| 6     | FIN  | Tero Föhr        | 36:21 min |
| 7     | SWE  | Peter Öberg      | 36:22 min |
| 8     | NOR  | Carl Waaler Kaas | 15:35 min |

Titelverteidiger:  Thierry Gueorgiou

Qualifikation: 1. Juni 2010, 11:10 Uhr

Ort: Süd-Jasna Poljana

Sieger Quali A: Baptiste Rollier (SUI)

Sieger Quali B: Walentin Nowikow (RUS)

Sieger Quali C: Alexej Bortnik (RUS)
Finale: 4. Juni 2010, 11:20 Uhr

Ort: Pismenowo

Länge: 6,4 km

Steigung: 260 m

Posten: 22

### Langdistanz
| Platz | Land | Athlet            | Zeit      |
| ----- | ---- | ----------------- | --------- |
| 1     | SUI  | Daniel Hubmann    | 1:44:29 h |
| 2     | FRA  | Philippe Adamski  | 1:48:00 h |
| 3     | SUI  | Fabian Hertner    | 1:48:43 h |
| 4     | NOR  | Carl Waaler Kaas  | 1:50:50 h |
| 5     | SUI  | Marc Lauenstein   | 1:50:56 h |
| 6     | BUL  | Kiril Nikolow     | 1:51:09 h |
| 7     | SWE  | Emil Wingstedt    | 1:51:56 h |
| 8     | NOR  | Hans Gunnar Omdal | 1:52:10 h |

Titelverteidiger:  Dmitri Zwetkow

Qualifikation: 31. Mai 2010, 11:40 Uhr

Ort: West-Jasna Poljana

Sieger Quali A: Walentin Nowikow (RUS)

Sieger Quali B: Peter Öberg (SWE)

Sieger Quali C: Thierry Gueorgiou (FRA)
Finale: 9:15 Uhr

Ort: Pismenowo (Waltschan Kale)

Länge: 17,1 km

Steigung: 680 m

Posten: 30

### Staffel
| Platz | Land | Athleten                                              | Zeit      |
| ----- | ---- | ----------------------------------------------------- | --------- |
| 1     | SUI  | Matthias Müller Fabian Hertner Matthias Merz          | 1:54:44 h |
| 2     | FRA  | Frédéric Tranchand Philippe Adamski Thierry Gueorgiou | 1:55:20 h |
| 3     | NOR  | Holger Hott Carl Waaler Kaas Olav Landanes            | 1:56:36 h |
| 4     | SWE  | Erik Johansson Anders Holmberg Marcus Millegård       | 1:56:57 h |
| 5     | CZE  | Tomas Dlabaja Jan Procházka Michal Smola              | 1:58:23 h |
| 6     | GBR  | Scott Fraser Oliver Johnson Graham Gristwood          | 1:56:36 h |
| 7     | RUS  | Dimitri Zwetkow Andrei Chramow Walentin Nowikow       | 2:00:09 h |
| 8     | ITA  | Giacomo Seidenari Klaus Schgaguler Mikhail Mamleev    | 2:00:16 h |

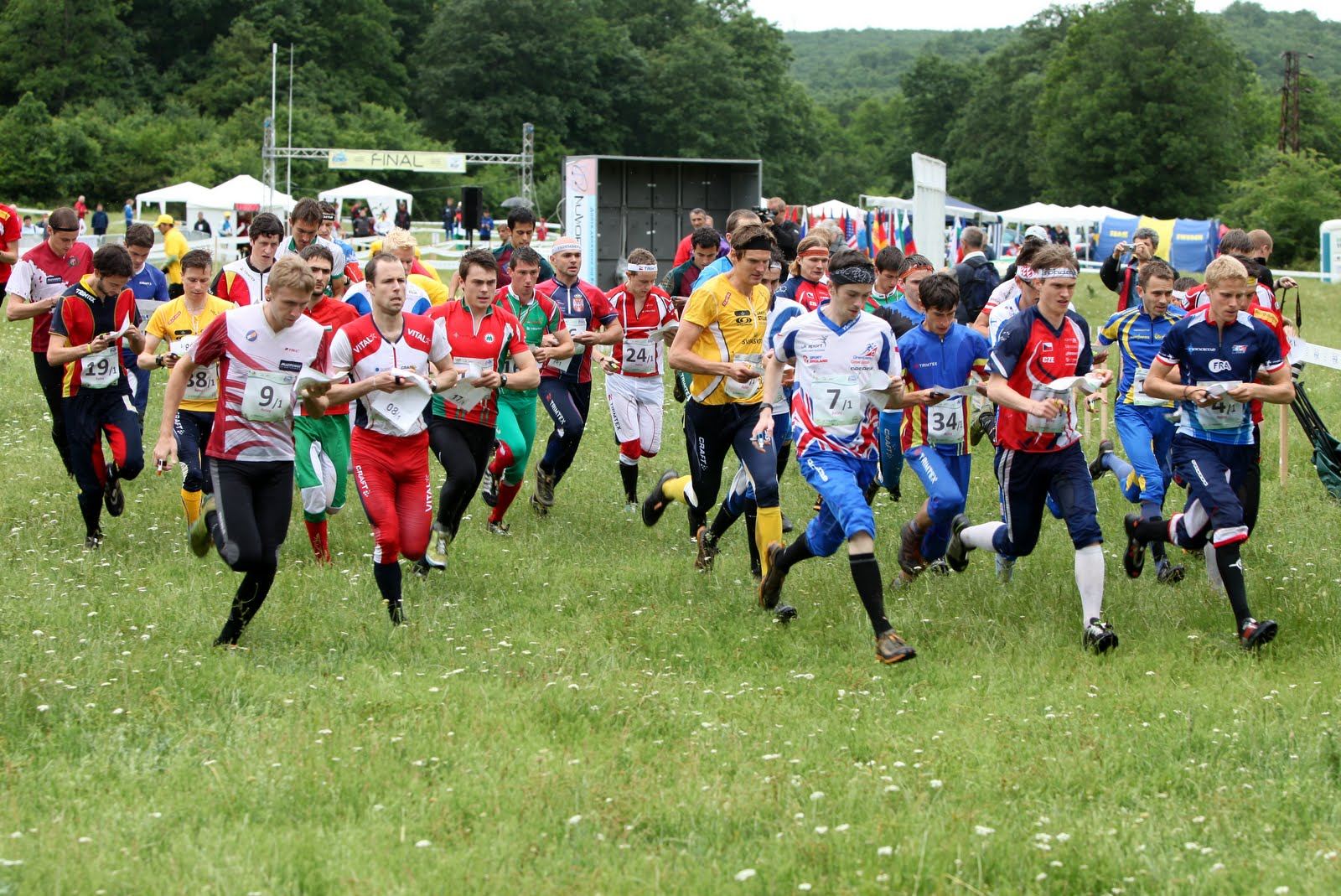
Start der Männerstaffel (u. a. Scott Fraser (GBR; Startnr. 7) und Kalvis Mihailovs (LAT; Startnr. 9)

Titelverteidiger:  Dmitri Zwetkow, Andrei Chramow, Walentin Nowikow

Datum: 2. Juni 2010

Ort: See Jasna-Poljana
1. Runde: 7,3 km Länge, 290 m Steigung, 20 Posten

2. Runde: 7,6 km Länge, 290 m Steigung, 20 Posten

3. Runde: 8,4 km Länge, 315 m Steigung, 25 Posten

## Damen

### Sprint
| Platz | Land | Athletin       | Zeit      |
| ----- | ---- | -------------- | --------- |
| 1     | SWE  | Helena Jansson | 14:36 min |
| 2     | SUI  | Simone Niggli  | 14:56 min |
| 3     | DEN  | Maja Alm       | 15:44 min |
| 4     | SUI  | Angela Wild    | 15:53 min |
| 4     | NOR  | Elise Egseth   | 15:53 min |
| 6     | CZE  | Dana Brožková  | 16:08 min |
| 6     | DEN  | Signe Søes     | 16:08 min |
| 8     | FRA  | Céline Dodin   | 16:10 min |

Titelverteidigerin:  Anne Margrethe Hausken

Qualifikation: 30. Mai, 9 Uhr

Ort: ?

Siegerin Quali A: Simone Niggli (SUI)

Siegerin Quali B: Helena Jansson (SWE)

Siegerin Quali C: Lena Eliasson (SWE)

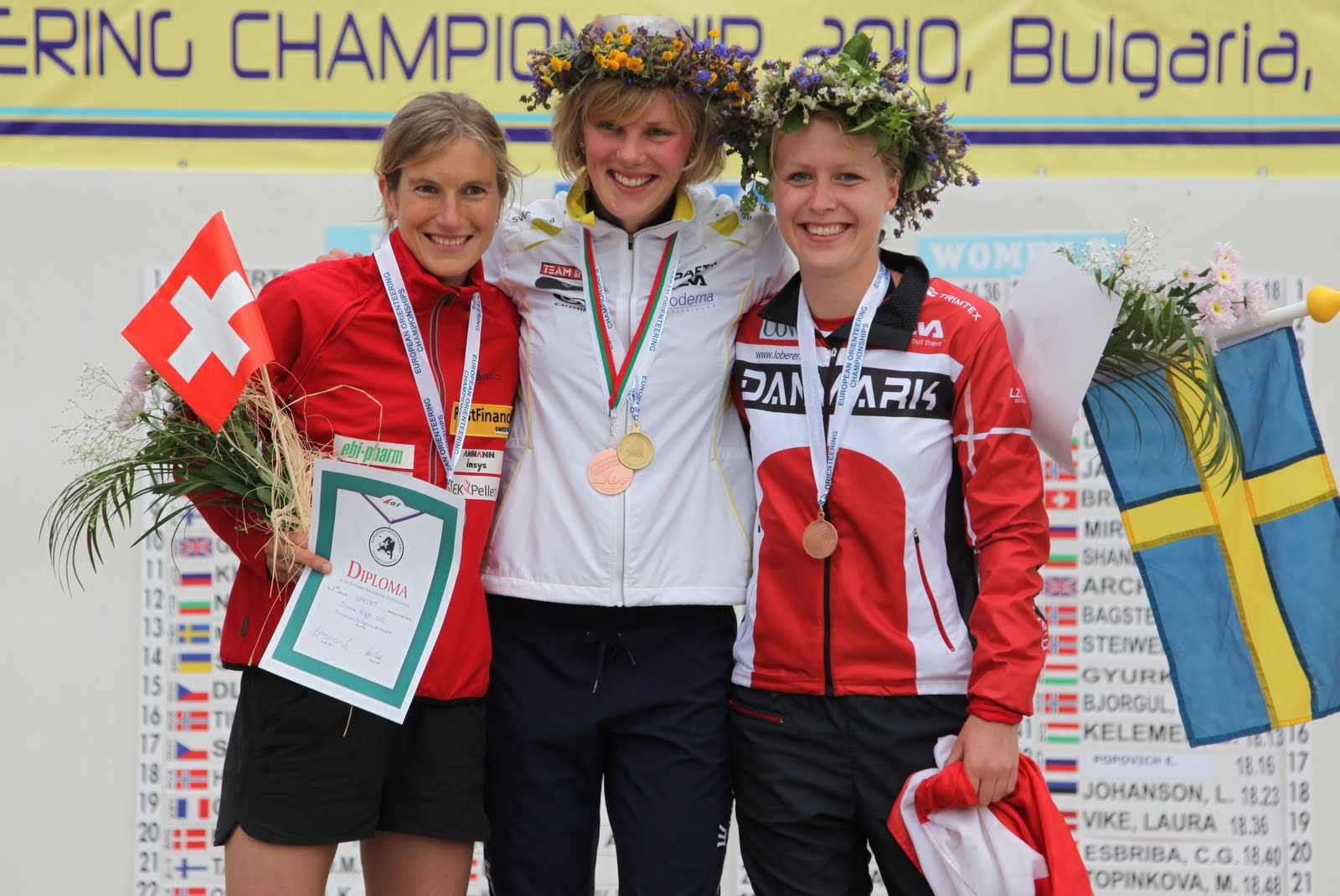
Niggli, Jansson, Alm (von links) bei der Siegerehrung im Sprint

Finale: 30. Mai 2010

Ort: Primorsko MMC

Länge: 2,8 km

Steigung: 70 m

Posten: 21

### Mitteldistanz
| Platz | Land | Athletin          | Zeit      |
| ----- | ---- | ----------------- | --------- |
| 1     | SUI  | Simone Niggli     | 33:07 min |
| 2     | DEN  | Signe Søes        | 35:06 min |
| 3     | SWE  | Lena Eliasson     | 35:19 min |
| 4     | SWE  | Helena Jansson    | 35:24 min |
| 5     | FIN  | Minna Kauppi      | 35:49 min |
| 6     | SUI  | Vroni König-Salmi | 36:04 min |
| 7     | CZE  | Dana Brožková     | 37:08 min |
| 8     | FIN  | Merja Rantanen    | 37:10 min |

Titelverteidigerin:  Heli Jukkola

Qualifikation: 1. Juni 2010, 10 Uhr

Ort: Süd-Jasna Poljana

Siegerin Quali A: Natalia Winogradowa (RUS)

Siegerin Quali B: Simone Niggli (SUI)

Siegerin Quali C: Minna Kauppi (FIN)
Finale: 4. Juni 2010, 9:30 Uhr

Ort: Pismenowo

Länge: 5,4 km

Steigung: 210 m

Posten: 22

### Langdistanz
| Platz | Land | Athletin         | Zeit      |
| ----- | ---- | ---------------- | --------- |
| 1     | SUI  | Simone Niggli    | 1:20:31 h |
| 2     | CZE  | Dana Brožková    | 1:21:53 h |
| 3     | SWE  | Helena Jansson   | 1:26:22 h |
| 4     | SWE  | Lina Persson     | 1:28:22 h |
| 5     | CZE  | Eva Juřeníková   | 1:28:56 h |
| 6     | FIN  | Maria Rantala    | 1:29:00 h |
| 7     | SWE  | Lena Eliasson    | 1:29:24 h |
| 8     | CZE  | Vendula Klechová | 1:29:37 h |

Titelverteidigerin:  Anne Margrethe Hausken

Qualifikation: 31. Mai 2010, 10:30 Uhr

Ort: West-Jasna Poljana

Siegerin Quali A: Julia Nowikowa (RUS)

Siegerin Quali B: Helena Jansson (SWE)

Siegerin Quali C: Simone Niggli (SUI)

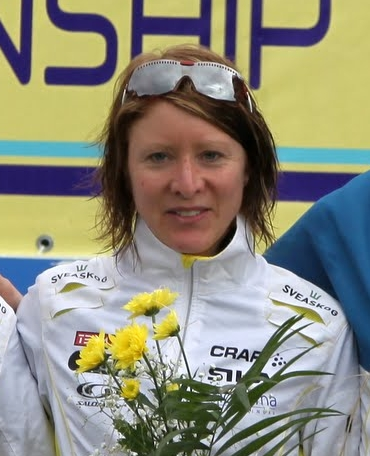
Lena Eliasson, zweite Läuferin der schwedischen Siegerstaffel

Finale: 5. Juni 2010, 9 Uhr

Ort: Pismenowo (Waltschan Kale)

Länge: 11,2 km

Steigung: 475

Posten: 26

### Staffel
| Platz | Land | Athletinnen                                             | Zeit      |
| ----- | ---- | ------------------------------------------------------- | --------- |
| 1     | SWE  | Karolina Arewång-Höjsgaard Lena Eliasson Helena Jansson | 1:52:37 h |
| 2     | FIN  | Merja Rantanen Anna-Maija Fincke Minna Kauppi           | 1:52:49 h |
| 3     | SUI  | Vroni König-Salmi Caroline Cejka Simone Niggli          | 1:53:35 h |
| 4     | CZE  | Vendula Klechova Dana Brožková Eva Juřeníková           | 1:55:38 h |
| 5     | RUS  | Galina Winogradowa Natalja Winogradowa Julia Nowikowa   | 2:01:18 h |
| 6     | DEN  | Zenia Hejlskov Mogensen Signe Søes Maja Alm             | 2:02:39 h |
| 7     | NOR  | Ida Marie Bjørgul Heidi Østlid Bagstevold Elisa Egseth  | 2:07:08 h |
| 8     | GBR  | Helen Bridle Rachael Elder Sarah Rollins                | 2:10:15 h |

Titelverteidigerinnen:  Lina Persson, Emma Engstrand, Helena Jansson

Datum: 2. Juni 2010, ? Uhr

Ort: See Jasna-Poljana

1. Runde: 5,1 km Länge, 225 m Steigung, 17 Posten

2. Runde: 5,8 km Länge, 225 m Steigung, 17 Posten

3. Runde: 6,6 km Länge, 250 m Steigung, 21 Posten

## Medaillenspiegel
| Platz | Land       | Gold | Silber | Bronze | Gesamt |
| ----- | ---------- | ---- | ------ | ------ | ------ |
| 1     | Schweiz    | 5    | 3      | 3      | 11     |
| 2     | Schweden   | 2    | -      | 3      | 5      |
| 3     | Russland   | 1    | -      | -      | 1      |
| 4     | Frankreich | -    | 2      | -      | 2      |
| 5     | Dänemark   | -    | 1      | 1      | 2      |
| 6     | Tschechien | -    | 1      | -      | 1      |
|       | Finnland   | -    | 1      | -      | 1      |
| 8     | Norwegen   | -    | -      | 1      | 1      |